# Mohammed El Jadidi
Mohammed El Jadidi (arab. محمد الجديدي, ur. 20 lipca 2004) – marokański piłkarz, grający jako środkowy obrońca w Wydadzie Casablanca.

## Kariera klubowa

### Chabab Mohammédia
Jego pierwszym klubem był Chabab Mohammédia, do pierwszego zespołu przebił się w 2024 roku. Zadebiutował tam 30 sierpnia 2024 roku w meczu przeciwko FAR Rabat (porażka 0:5). Zagrał cały mecz i dostał żółtą kartkę. Pierwszą asystę zaliczył 19 października 2024 roku w przeciwko przeciwko Wydadowi Casablanca (przegrana 2:3). Asystował przy trafieniu Aziza Ennakhliego w 82. minucie. W sumie wystąpił w 16 ligowych spotkaniach i zanotował jedną asystę.

### Wydad Casablanca
30 stycznia 2025 roku został zakupiony przez Wydad Casablanca za kwotę 77 tysięcy euro. Zadebiutował tam w meczu Excellence Cup przecwiwko JS Soualem (2:2). Zagrał cały mecz. Według stanu na 4 maja 2025 roku zagrał tam jeden ligowy mecz.